# Simpatía
La simpatía (que deriva del griego [sympatheia], palabra compuesta de συνπάθος y συμπαθος, literalmente, «sufrir juntos», «tratar con emociones») es la solidaridad y empatía mostradas en esta cualidad que caracteriza a algunos, que son manifestadas hacia una o más personas, junto con emociones como la alegría, el sufrimiento, el llanto o la libido. La simpatía se caracteriza también por la agradabilidad y la sensibilidad. 
La solidaridad nace cuando los sentimientos o emociones de una persona causan sentimientos similares en otro, la creación de un estado de sentimiento compartido.

## Definición
Se define la simpatía como la capacidad de percibir y sentir directamente, de manera que se experimenta cómo siente las emociones otra persona. La simpatía implica afinidad, inclinación mutua y amabilidad.

## Etimología
En relación con el significado etimológico, el término utilizado es la simpatía por la distribución de la infelicidad o sufrimiento. En las ciudades, generalmente se refiere a las emociones positivas. En un sentido amplio, el término también puede referirse a la puesta en común de las ideologías, por ejemplo: «Él es un simpatizante de la izquierda». 
El estado psicológico de la simpatía tiene ciertos rasgos en común con el de la empatía. Este es un sentimiento parecido al cariño, sin llegar a serlo. Lo sentimos por alguien que no conocemos a fondo, pero nos da buena espina, y por eso nos produce este sentimiento similar al del amor. 